# Hyllisia pseudolineata
Hyllisia pseudolineata är en skalbaggsart som beskrevs av Stefan von Breuning 1942. Hyllisia pseudolineata ingår i släktet Hyllisia och familjen långhorningar. Inga underarter finns listade i Catalogue of Life.